# Musikåret 1941

## Händelser
- 15 januari – Olivier Messiaens Kvartett för tidens ände har premiär i Stalag VIIIA i Schlesien.
- 11 februari – Glenn Miller får sin första guldskiva för Chattanooga Choo Choo.

## Årets singlar & hitlåtar
Vänligen sortera soloartister på efternamn, musikgrupper på förstabokstaven (utan engelskans "The" och "A")
- Lasse Dahlqvist – Hallå du gamle indian[1]
- Lasse Dahlqvist & Thore Ehrlings orkester – Hallå du gamle indian[2]

## Årets sångböcker och psalmböcker
- Evert Taube – Fiorella från Caramella[3]

## Födda
- 9 januari – Joan Baez, amerikansk folkmusiker, gitarrist och kompositör.
- 15 januari – Captain Beefheart, sångare.
- 21 januari – Plácido Domingo, spansk operasångare, tenor.
- 24 januari – Neil Diamond, eg. Noah Kaminsky, amerikansk sångare och låtskrivare.
- 28 januari – King Tubby, jamaicansk musiker.
- 17 februari – Gene Pitney, amerikansk sångare och låtskrivare.
- 20 februari – Buffy Sainte-Marie, kanadensisk sångare.
- 6 mars – Palle Mikkelborg, dansk jazztrumpetare.
- 27 mars – Annica Risberg, svensk skådespelare och sångare.
- 3 april – Jan Berry, amerikansk musiker i duon Jan and Dean.
- 28 april – Ann-Margret, svensk-amerikansk skådespelare och sångare.
- 24 maj – Bob Dylan, eg. Robert Zimmerman, amerikansk sångare, gitarrist och låtskrivare.
- 2 juni – Charlie Watts, trumslagare, medlem i The Rolling Stones.
- 12 juni – Chick Corea, amerikansk jazzpianist.
- 22 juni – Gösta Linderholm, svensk sångare, musiker, kompositör, textförfattare, konstnär.
- 24 juni – Sylvia Lindenstrand, svensk operasångare och skådespelare.
- 28 juni – Gunilla von Bahr, svensk flöjtist och musikadministratör.
- 16 juli – Desmond Dekker, jamaicansk sångare.
- 18 juli – Frank Farian, tysk musikproducent, kompositör och sångare.
- 28 juli – Riccardo Muti, italiensk dirigent.
- 30 juli – Paul Anka, amerikansk sångare.
- 14 augusti – David Crosby, amerikansk sångare och gitarrist.
- 8 september – Krister Broberg, svensk musiker och skådespelare.
- 9 september – Otis Redding, amerikansk soulsångare.
- 15 september – Signe Anderson, amerikansk musiker, sångare i Jefferson Airplane 1965-1966.
- 16 september – Joe Butler, amerikansk musiker, medlem av The Lovin' Spoonful.
- 25 september – Hayati Kafé, svensk jazzsångare.
- 7 oktober – Lennart Malmer, svensk regissör, manusförfattare, filmare, producent, kompositör och fotograf.
- 12 oktober – Kyu Sakamoto, japansk popsångare.
- 13 oktober – Paul Simon, amerikansk sångare, gitarrist och låtskrivare.
- 5 november – Art Garfunkel, amerikansk sångare och filmskådespelare.
- 24 november – Pete Best, brittisk musiker, medlem i The Beatles innan gruppen fick skivkontrakt.
- 25 november – Percy Sledge, amerikansk sångare.
- 15 december – Mike Love, amerikansk popmusiker (The Beach Boys).

## Avlidna
- 10 januari – Frank Bridge, 61, brittisk kompositör och violast.
- 10 juli – Jelly Roll Morton, 55, amerikansk jazzmusiker.
- 29 juni – Ignaz Paderewski. 80, polsk pianist, kompositör och politiker.
- 25 oktober – Nisse Lind, 36, svensk kapellmästare, kompositör, skådespelare och musiker (dragspel, piano).
- 2 november – Bengt Djurberg, 43, svensk skådespelare och sångare.
- 3 december – Christian Sinding, 85, norsk tonsättare.
- 7 december – Cecil Forsyth, 71, engelsk tonsättare.

### Fotnoter
1. ↑  ”Svensk mediedatabas”. http://smdb.kb.se/catalog/id/000094157. Läst 22 mars 2011.
2. ↑  ”Svensk mediedatabas”. http://smdb.kb.se/catalog/id/000100751. Läst 22 mars 2011.
3. ↑  ”Evert Taubes visböcker med innehåll”. http://www.abc.se/~m8169/taube/taubevis.html. Läst 23 mars 2011.